# Pythonichthys macrurus
Espèce
Pythonichthys macrurus est une espèce de poissons téléostéens serpentiformes.